# Typhlodromus sijiensis
Typhlodromus sijiensis är en spindeldjursart som beskrevs av Gupta 1986. Typhlodromus sijiensis ingår i släktet Typhlodromus och familjen Phytoseiidae. Inga underarter finns listade i Catalogue of Life.